# Аспатожна
Аспатожна (тал. Аспәтожнә — скачки на лошадях) — талышская народная игра.
«Аспәтожнә» издревле сохранившаяся игра. Лошади занимали и занимают в жизни талышей важную роль. И в горах и на равнине лошадь была очень полезным и нужным средством передвижения. Среди молодежи есть много разных игр, связанных с ездой на лошади, и среди них особенно известная «Аспәтожнә».
У талышей «Аспәтожнә» обязательный элемент свадьбы. Во время «вәју варде» — забирания невесты из отцовского дома. Завершив все приготовления к приезду невесты, в сопровождении музыкантов родственники жениха отправляются в дом девушки. По дороге всадники устраивают джигитовку, весело, с шумом и криками, и всё действие сопровождается музыкой.
На самой же свадьбе в доме жениха в зависимости от достатка семьи устраиваются такие мероприятия, как борьба (тал. дәчыкије) и скачки. Во время «Аспәтожнә», проводимых в связи со свадьбой, в игре могут принимать участие до сотни всадников и по итогу игр победители награждаются.